# ناپتون (میزوری)
ناپتون (به انگلیسی: Napton) یک منطقهٔ مسکونی در ایالات متحده آمریکا است که در شهرستان سالین، میزوری واقع شده‌است. ناپتون ۱۹۵٫۰۷ متر بالاتر از سطح دریا واقع شده‌است.